# عبد الرحمن تشياني
عبد الرحمن تشياني والمعروف أيضًا باسم عمر تشياني هو ضابط عسكري نيجيري وهو رئيس المجلس الوطني لحماية الوطن والذي يُعد المجلس العسكري للنيجر. وهو رئيس الحرس الرئاسي للنيجر منذ 2011.
لعب دورًا رئيسيًا في انقلاب النيجر عام 2023 باحتجاز الرئيس محمد بازوم. كما أعلن نفسه "رئيسًا للمجلس الوطني لحماية الوطن " في 28 يوليو 2023.

## حياته
ولد في عام 1961 بمدينة تيلابيري، وتعود أصوله إلى قبائل الهوسا، درس سنة في كلية الحقوق، وبعد ذلك انتسب إلى القوات المسلحة عام 1984، وحصل على رتبة عريف. وتم إرساله إلى الخارج للتدريب ضابطا للمشاة في القوات البرية، ثم عاد إلى النيجر وتابع تعليمه العسكري حتى حصل على دبلوم الدراسات العسكرية وتتابعت ترقياته حتى حصل على رتبة جنرال عام 2018. ، عمل مع قوات حفظ السلام في جمهورية الكونغو الديمقراطية ونيجيريا وساحل العاج والسودان، كما عمل ملحقا عسكريا في سفارة بلاده بألمانيا، كما عين عام 2011 قائدا للحرس الرئاسي.

### انقلاب النيجر 2023
في 26 يوليو 2023، قاد تشياني الحرس الرئاسي في اعتقال رئيس النيجر محمد بازوم في القصر الرئاسي بالعاصمة نيامي كجزء من انقلاب النيجر عام 2023 . ذكر محللون إن بازوم كان يعتزم إعفاء تشياني من منصبه حيث اتخذ قرارًا بشأن إقالته في اجتماع لمجلس الوزراء في 24 يوليو 2023 لتوتر العلاقات بينهما.
في 28 يوليو 2023، أعلن تشياني نفسه رئيسًا للمجلس الوطني لحماية الوطن في خطاب بثه التلفزيون الحكومي للنيجر. وقال إن الانقلاب جاء لتجنب "الزوال التدريجي والحتمي" للبلاد ، وقال إن بازوم حاول إخفاء "الواقع القاسي" للبلاد، الذي أسماه "كومة الموتى والنازحين والإذلال والإحباط". كما انتقد استراتيجية الحكومة الأمنية لعدم فعاليتها المزعومة، لكنه لم يعطِ جدولا زمنيا للعودة إلى الحكم المدني.